# ショーン・ロングスタッフ
ショーン・デイヴィッド・ロングスタッフ（Sean Davld Longstaff, 1997年10月30日 - ）は、イングランド・タイン・アンド・ウィア・ノース・シールズ出身のサッカー選手。プレミアリーグ・リーズ・ユナイテッドFC所属。ポジションはMF。マシュー・ロングスタッフは実弟。

## 来歴
地元ニューカッスル・ユナイテッドFCのアカデミーチームから2016年にトップチームに昇格。2017年1月から半年間ローンでキルマーノックFCでプレー。更に2017-18シーズンはブラックプールFCにローン移籍し、経験を積んだ。
2018-19シーズンから正式にトップチームに登録。2018年8月29日のカラバオ・カップのノッティンガム・フォレストFC戦で初出場。12月3日に2022年までの4年契約に合意。同月27日のリヴァプールFC戦で、プレミアリーグ初出場。2019年1月30日のマンチェスター・シティFC戦では、前シーズン王者を本拠地セント・ジェームズ・パークで破る原動力になった。2月26日のバーンリーFC戦では、トップリーグ初ゴールを決めた。
2025年7月18日、リーズ・ユナイテッドFCに完全移籍し4年契約を結んだ。BBCスポーツによれば移籍金は1200万ポンド+出来高ボーナスと推定されている。